# 利陶

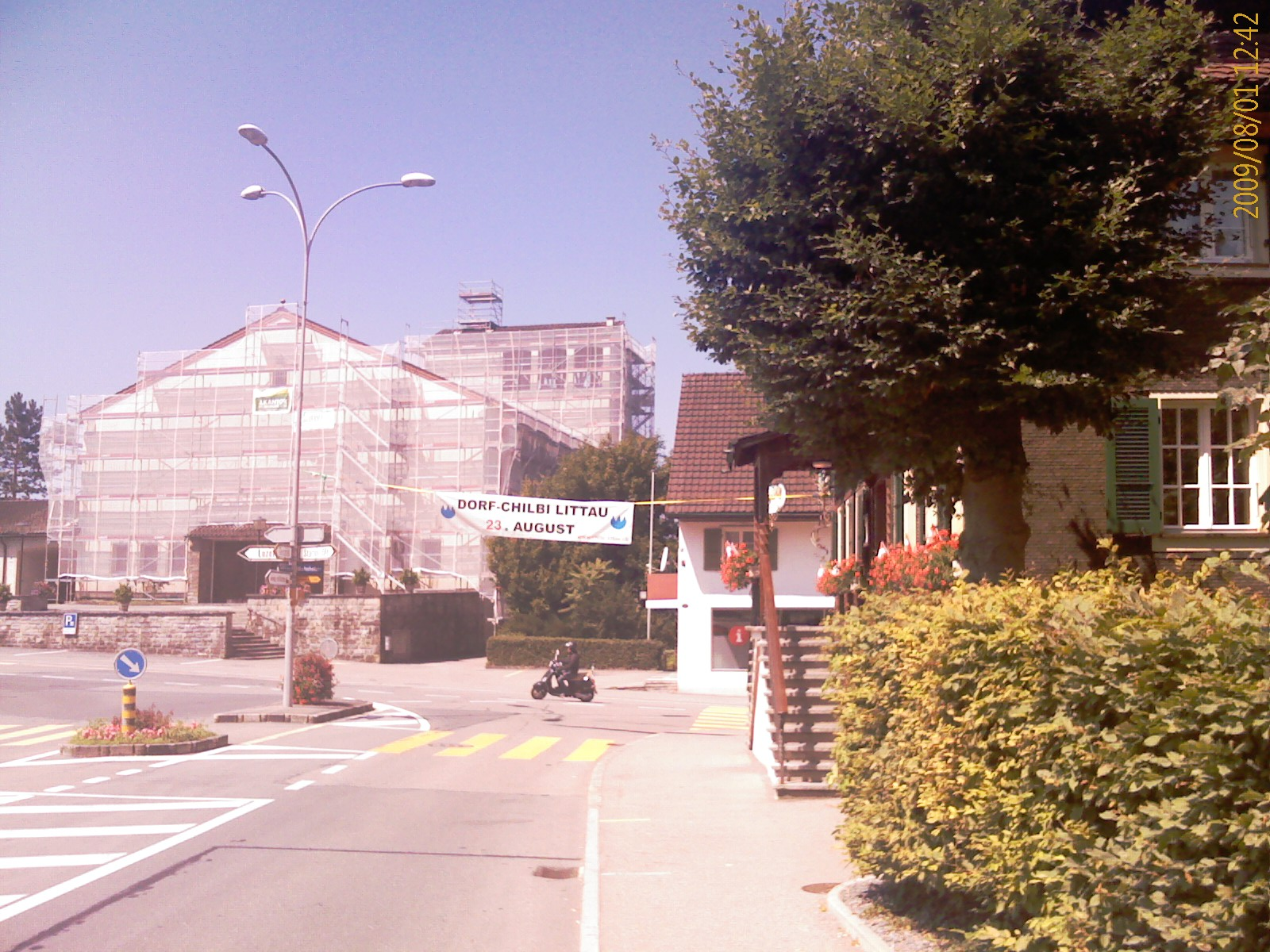

利陶（Littau）曾是瑞士的城鎮，位於該國中部的琉森州，東面以羅伊斯河為界，面積13.25平方公里，海拔高度511米，2009年人口17,224，其中六成居民信奉羅馬天主教。2010年并入卢塞恩。